# Postrzałka
Postrzałka (Pedetes) – rodzaj ssaków z rodziny postrzałkowatych (Pedetidae).

## Zasięg występowania
Rodzaj obejmuje gatunki występujące w Afryce (Demokratyczna Republika Konga, Uganda, Kenia, Tanzania, Zambia, Angola, Namibia, Botswana, Zimbabwe, Mozambik, i Południowa Afryka).

## Morfologia
Długość ciała (bez ogona) 336–457 mm, długość ogona 390–485 mm; masa ciała 2,5–3,5 kg.

## Systematyka
Rodzaj zdefiniował w 1811 roku niemiecki zoolog Johann Karl Wilhelm Illiger w książce swojego autorstwa poświęconej wprowadzeniu do systematyki ssaków i ptaków. Gatunkiem typowym jest (oznaczenie monotypowe) postrzałka kafryjska (P. capensis).

### Etymologia
- Yerbua (Gerbua): arab. ‏جَرْبُوع‎ jarbū lub يَرْبُوع yarbū ‘mięso z lędźwi’[14]. Gatunek typowy: Forster wymienił 8 gatunków nie określając typu nomenklatorycznego; jednym z wyróżnionych gatunków był Yerbua capensis Forster, 1778.
- Pedetes (Pedestes): gr. πηδητης pēdētēs ‘skoczek’, od πηδαω pedaō ‘skakać’[15].
- Helamys (Helamis): gr. ἑλη helē ‘słoneczne ciepło’; μυς mus, μυος muos ‘mysz’[16]. Gatunek typowy (oznaczenie monotypowe): Mus cafer Pallas, 1778 (= Yerbua capensis Forster, 1778).
- Lagotis: gr. λαγoς lagos ‘zając’; -ωτις ōtis ‘-uchy’, od ους ous, ωτος ōtos ‘ucho’[17]. Gatunek typowy: Blainville w swojej diagnozie nie wymienił żadnego gatunku.

### Podział systematyczny
Do rodzaju należą następujące występujące współcześnie gatunki:
| Grafika | Gatunek           | Autor i rok opisu | Nazwa zwyczajowa     | Podgatunki         | Rozmieszczenie geograficzne | Podstawowe wymiary                       | Status IUCN |
| ------- | ----------------- | ----------------- | -------------------- | ------------------ | --- | ---------------------------------------- | ----------- |
|         | Pedetes capensis  | (Forster, 1778)   | postrzałka kafryjska | gatunek monotypowy | szeroko rozpowszechniony w Afryce Południowej od środkowej Angoli i południowej Demokratycznej Republiki Konga do południowego Mozambiku i Południowej Afryki | DC: 34–46 cm DO: 39–48 cm MC: 2,5–3,5 kg | LC          |
|         | Pedetes surdaster | O. Thomas, 1902   | postrzałka masajska  | gatunek monotypowy | południowo-zachodnia i południowo-środkowa Kenia, Tanzania (nierównomiernie od Nakuru na południe do jeziora Rukwa); odnotowany w Ugandzie (góra Moroto)      | DC: 34–46 cm DO: 39–48 cm MC: 2,7–2,8 kg | LC          |

Kategorie IUCN:  LC  – gatunek najmniejszej troski.
Opisano również gatunki wymarłe z plejstocenu Południowej Afryki:
- Pedetes gracilis Broom, 1934[21]
- Pedetes hagenstadti Lyle, 1931[22]